# Ilacuris
Ilacuris är ett släkte av skalbaggar. Ilacuris ingår i familjen vivlar.
Kladogram enligt Catalogue of Life:
| Ilacuris | \| \| Ilacuris laticollis \| \| \| \| |
|          | \| \| Ilacuris laticollis \| \| \| \| |
|          | Ilacuris laticollis                   |
|          |                                       |